# Mastrus nigridens
Mastrus nigridens är en stekelart som beskrevs av Horstmann 1990. Mastrus nigridens ingår i släktet Mastrus och familjen brokparasitsteklar. Inga underarter finns listade i Catalogue of Life.